# Трефузис, Вайолет
Вайолет Трефузис (англ. Violet Trefusis; урожд. Кеппел; 6 июня 1894, Лондон, Англия, Соединённое королевство — 29 февраля 1972, Беллосгуардо, Салерно, Италия) — английская светская львица и писательница.
Известна по её длительному роману с писательницей Витой Саквилл-Уэст, который начался после их браков. Это было описано в романе Вирджинии Вулф «Орландо: биография», а также во многих письмах и мемуарах того периода, примерно 1912—1922 годов. Возможно, она послужила источником вдохновения для создания характера леди Монтдор в «Любви в холодном климате» Нэнси Митфорд и Мюриэль в «Гимназии души» (Soul’s Gymnasium) Гарольда Эктона.
Трефузис написала много романов, а также научно-популярных работ как на английском, так и на французском языках. Некоторые из её книг хорошо продавались, другие остались неопубликованными, а её общее критическое наследие остается малоизвестным.

## Ранние годы
Урождённая Вайолет Кеппел была дочерью Элис Кеппел,любовницы Эдуарда VII — короля Соединенного Королевства, и её мужа Джорджа Кеппела, сына 7-го графа Албемарла. Но члены семьи Кеппел думали, что её биологическим отцом был Уильям Беккет, впоследствии 2-й барон Гримторп, банкир и депутат парламента от Уитби.
В детстве Вайолет жила в Лондоне, где у семьи Кеппел был дом на Портман-сквер. Когда ей было четыре года, её мать стала любовницей Альберта Эдварда («Берти»), принца Уэльского, который унаследовал трон как Эдуард VII 22 января 1901 года. Он регулярно посещал дом Кеппелов во второй половине дня до конца своей жизни в 1910 году (Джордж Кеппел, который знал об этом романе, просто отсутствовал в это время).
В 1900 году родилась единственная сестра Вайолет, Соня Розмари (Соня — по материнской линии бабушка Камиллы — герцогини Корнуолльской, а Вайолет была её двоюродной бабушкой).

## Частная жизнь

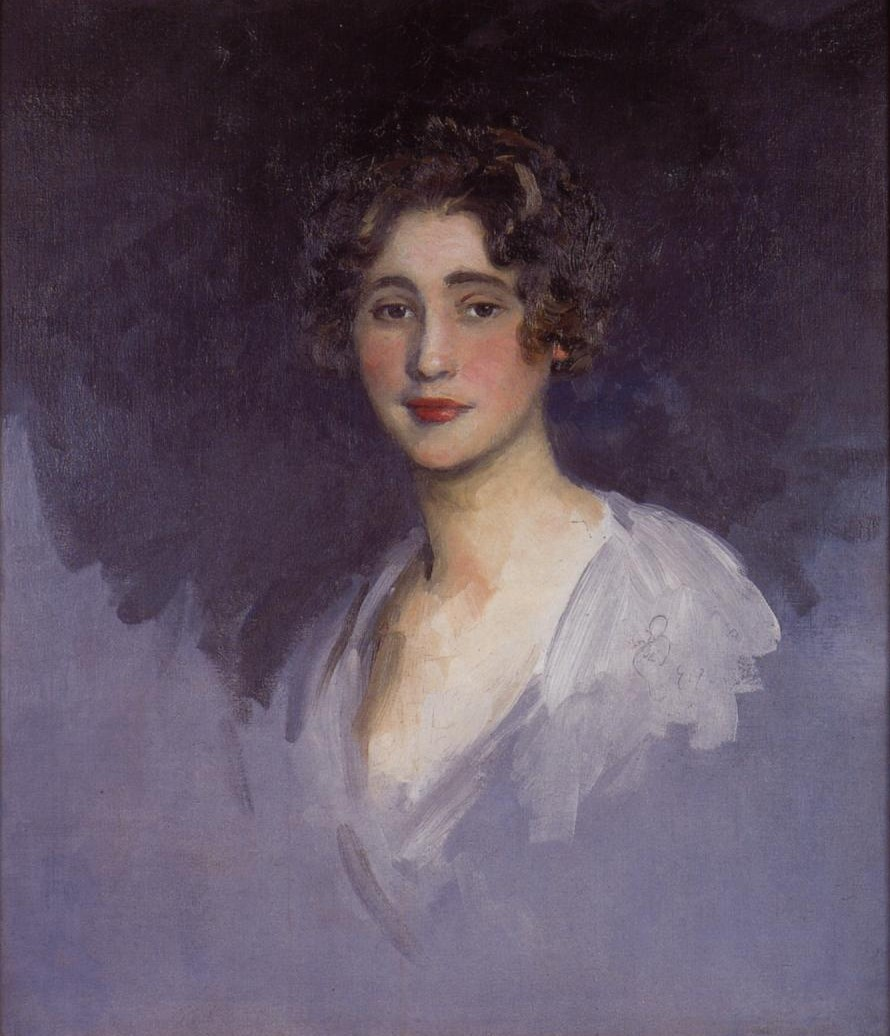
Violet Keppel, 1919, William Bruce Ellis Ranken.

Трефузис сегодня лучше всего помнят по её роману с богатой Витой Саквилл-Уэст. Вирджиния Вулф описала его по аналогии в своем романе «Орландо». В этой романтизированной биографии Саквилл-Уэст Трефузис представлена русской принцессой Сашей.
Обе женщины написали вымышленные рассказы, в которых говорилось об этой любовной связи («Вызов» (Challenge) Саквилл-Уэст и «Английская вышивка» (Broderie Anglaise), роман с ключом на французском языке Трефузис). Сын Саквилл-Уэст Найджел Николсон написал документальный портрет брака, основанный на материалах писем его матери, и добавил обширные «разъяснения», в том числе некоторые — с точки зрения его отца. Аспекты характера Трефузис также фигурировали в других романах, в том числе леди Монтдор в «Любви в холодном климате» Нэнси Митфорд и Мюриэль в «Гимназии души» Гарольда Эктона.

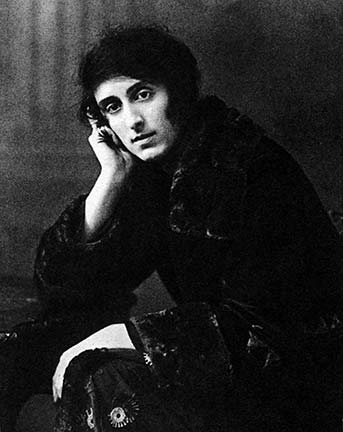
Вита Саквилл-Уэст в 1910 году.

«Миссис Кеппел и её дочь» Дианы Соухами (Diana Souhami) (1997) дает обзор этого романа и главных действующих лиц драмы. Когда Вайолет было 10 лет, она впервые встретила Виту, которая была на два года старше. После этого они несколько лет ходили в одну и ту же школу. Когда Вайолет было 14 лет, она призналась в любви Вите и подарила ей кольцо. В 1910 году, после смерти Эдуарда VII, миссис Кеппел отправилась со своей семьей в «благоразумный» отпуск примерно на два года, прежде чем восстановиться в британском обществе. После возвращения они переехали в дом на Гросвенор-стрит в Лондоне. В то время Вайолет узнала, что Вита скоро будет помолвлена с Гарольдом Николсоном и у неё был роман с Розамундой Гросвенор. Вайолет ясно дала понять, что все ещё любит Виту, но обручилась, чтобы заставить Виту ревновать. Это не помешало Вите выйти замуж за Гарольда (в октябре 1913 года), который также был бисексуалом. Вита и Гарольд поддерживали открытый брак.
В апреле 1918 года Вайолет и Вита обновили свои отношения. К тому времени у Виты было двое сыновей, но она оставила их на попечение, пока они с Вайолет отдыхали в Корнуолле. Тем временем, миссис Кеппел была занята организацией брака Вайолет с Денисом Робертом Трефузисом (1890—1929), сыном полковника Hon. Джона Шомберга Трефузиса (сын 19-го барона Клинтона) и Евы Луизы Бонтейн. Через несколько дней после перемирия Вайолет и Вита на несколько месяцев уехали во Францию. Из-за исключительных притязаний Виты и её собственного отвращения к браку, Вайолет заставила Дениса пообещать никогда не заниматься с ней сексом в качестве условия брака. Он, по-видимому, согласился, потому что 16 июня 1919 года они поженились. В конце того же года Вайолет и Вита совершили новую двухмесячную поездку во Францию: по настоянию своей тещи Денис забрал Вайолет с юга Франции, когда в Лондон начали поступать новые слухи о её распущенном поведении и поведении Саквилл-Уэст. В следующий раз, когда они уехали, в феврале 1920 года, это должно было стать последним побегом. Гарольд и Денис преследовали женщин, вылетев во Францию на двухместном самолёте. У пар были жаркие сцены в Амьене.

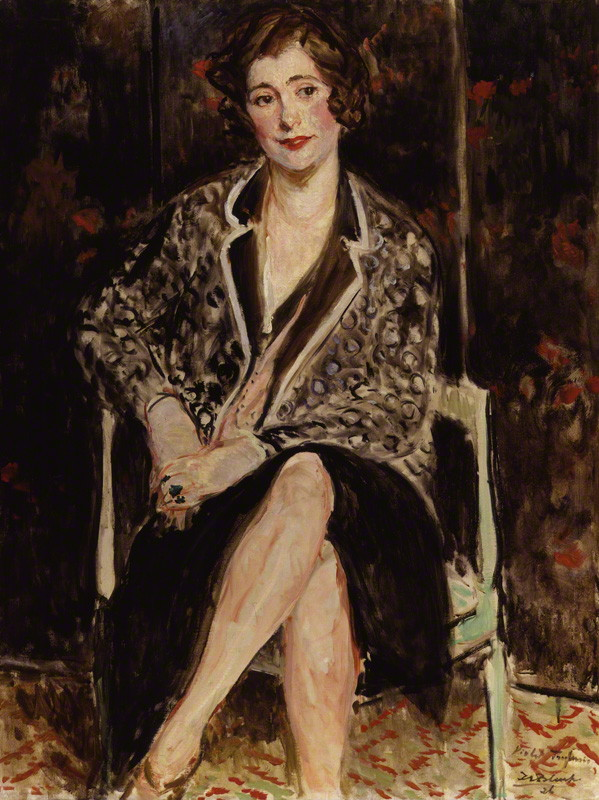
Вайолет Трефузис. Жак-Эмиль Бланш (1861—1942), масло, 1926.

Кульминация наступила, когда Гарольд сказал Вите, что Вайолет изменяла ей с Денисом. Вайолет попыталась объясниться и заверила Виту в своей невиновности. Вита была слишком зла и расстроена и убежала, сказав, что не хочет видеть Вайолет по крайней мере два месяца. Шесть недель спустя Вита вернулась во Францию, чтобы встретиться с Вайолет. Миссис Кеппел отчаянно пыталась удержать скандал подальше от Лондона, где сестра Вайолет, Соня, собиралась выйти замуж за Роланда Кьюбитта. Вайолет провела большую часть 1920 года за границей, отправляя большое количество писем. В январе 1921 года Вита и Вайолет совершили последнее путешествие во Францию, где провели вместе шесть недель. В это время Гарольд пригрозил расторгнуть брак, если Вита продолжит выходки. Когда Вита вернулась в Англию в марте, их роман практически закончился. Вайолет отправили в Италию, и оттуда она написала свои последние отчаянные письма их общему другу Пэту Дэнси, поскольку ей было запрещено писать непосредственно Вите. В конце года Вайолет начала строить свою жизнь с чистого листа.
Две бывшие любовницы снова встретились в 1940 году после того, как развитие Второй мировой войны вынудило Трефузис вернуться в Великобританию. Женщины продолжали поддерживать связь и посылать друг другу нежные письма.

## Карьера
Во время Второй мировой войны в Лондоне Трефузис участвовала в трансляции La France Libre, которая принесла ей Орден Почётного легиона после войны; она также была награждена Орденом «За заслуги перед Итальянской Республикой».
Трефузис получила неоднозначные отзывы о своих книгах. Некоторые критики приписывали Трефузис «превосходный дар наблюдения» и «талант к мимике и чутье на декор в большинстве её книг». Говорили, что эти качества проявляются в её романах, написанных на английском и французском языках. Другие критики заявили, что её книги не были великой литературой, хотя они хорошо продавались, и её читатели наслаждались ими.
Она много раз появлялась в качестве ключевого персонажа в художественной литературе других писателей. Нэнси Митфорд списала леди Монтдор, героиню своего романа «Любовь в холодном климате», с Трефузис. Она появилась в фильме Сирила Коннолли «Каменный бассейн», в романе «Гимназии души» Гарольда Эктона как Мюриэль, в нескольких романах Виты Саквилл-Уэст и в «Орландо: Биография» Вирджинии Вулф в роли восхитительной «Принцессы Саши».
Хотя её труды охватывали большую часть двадцатого века, многие из них не были опубликованы. Virago, издательство, занимающееся восстановлением забытых работ женщин-писательниц, взялось компенсировать это. Оно выпустило два её романа с предисловиями Лорны Сейдж и Лизы Сент-Обин де Теран, но в конечном итоге потерпели поражение из-за проблем с авторским правом. Кроме того, Лорна Сейдж, авторитет среди британских критиков, умерла, прежде чем смогла помочь в публикации дальнейших работ Трефузис, как она планировала.

## Последние годы во Франции
С 1923 года Трефузис была одной из многочисленных любовниц Виннаретты Зингер, дочери Айзека Зингера и жены принца-гомосексуалиста Эдмона де Полиньяка, который познакомил её с художественным бомондом в Париже. Трефузис все больше и больше уступала модели своей матери быть «социально приемлемой», но в то же время не колебалась в своей сексуальности. Зингер, как и Саквилл-Уэст до неё, доминировала в отношениях, хотя, по-видимому, к взаимному удовлетворению. Эти двое были вместе много лет и, похоже, были довольны. Мать Трефузис, Элис Кеппел, не возражала против этого романа, скорее всего, из-за богатства и власти Виннаретты, а также из-за того, что Зингер была ответственной. Трефузис, казалось, предпочитала роль покорной и поэтому хорошо подходила Зингер, которая хорошо контролировала свои отношения. Ни одна из них не сохранила полную верность во время их долгого романа, но, в отличие от романа Трефузис с Саквилл-Уэст, это, похоже, не оказало негативного влияния на их взаимопонимание.

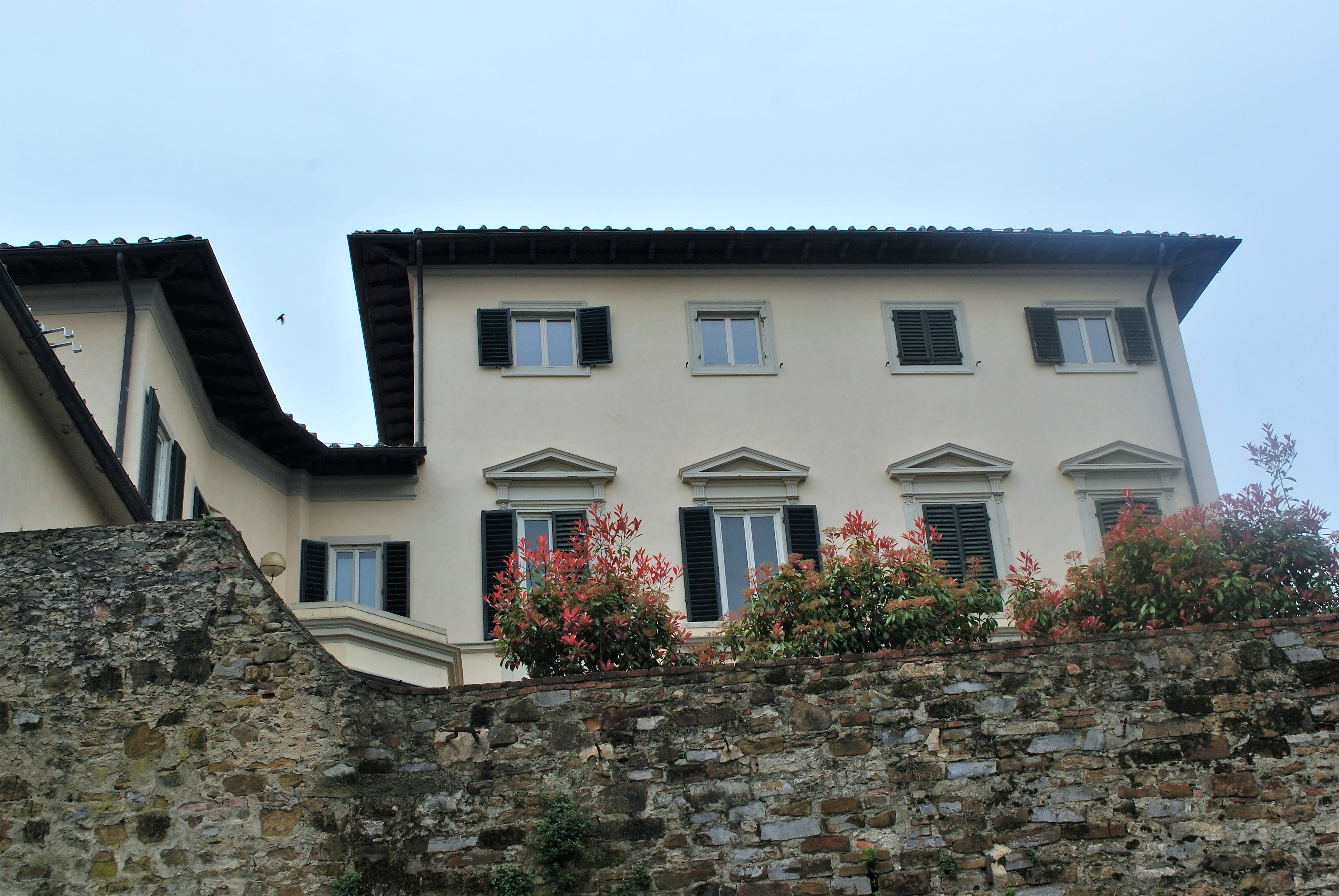
Вилла делль Омбреллино, Флоренция, Италия.

В 1924 году миссис Кеппел купила Villa dell’Ombrellino, большую виллу с видом на Флоренцию, где когда-то жил Галилео Галилей. После смерти её родителей в 1947 году Трефузис станет хозяйкой виллы до конца своей жизни. Денис Трефузис умер в 1929 году, полностью отдалившись от бесчувственной жены. После его смерти Трефузис опубликовала несколько романов на английском и французском языках, которые она написала во время «средневекового тура» в Сен-Лу-де-Но департамента Сена и Марна Франции — подарка Виннаретты.
Джозеф Олсоп, американский журналист, рассказывает в своей автобиографии о встрече с Вайолет во Флоренции. «Энтузиазм миссис Трефузис уже давно вдохновил рифму „Миссис Трефузис никогда не отказывается“. Губернатору Олсону, как оказалось, не отказали … они были очень воодушевлены друг другом».
Нэнси Митфорд сказала, что автобиография Трефузис должна называться «Здесь лежит Вайолет Трефузис», и частично основываться на характере леди Монтдор из «Любви в холодном климате».

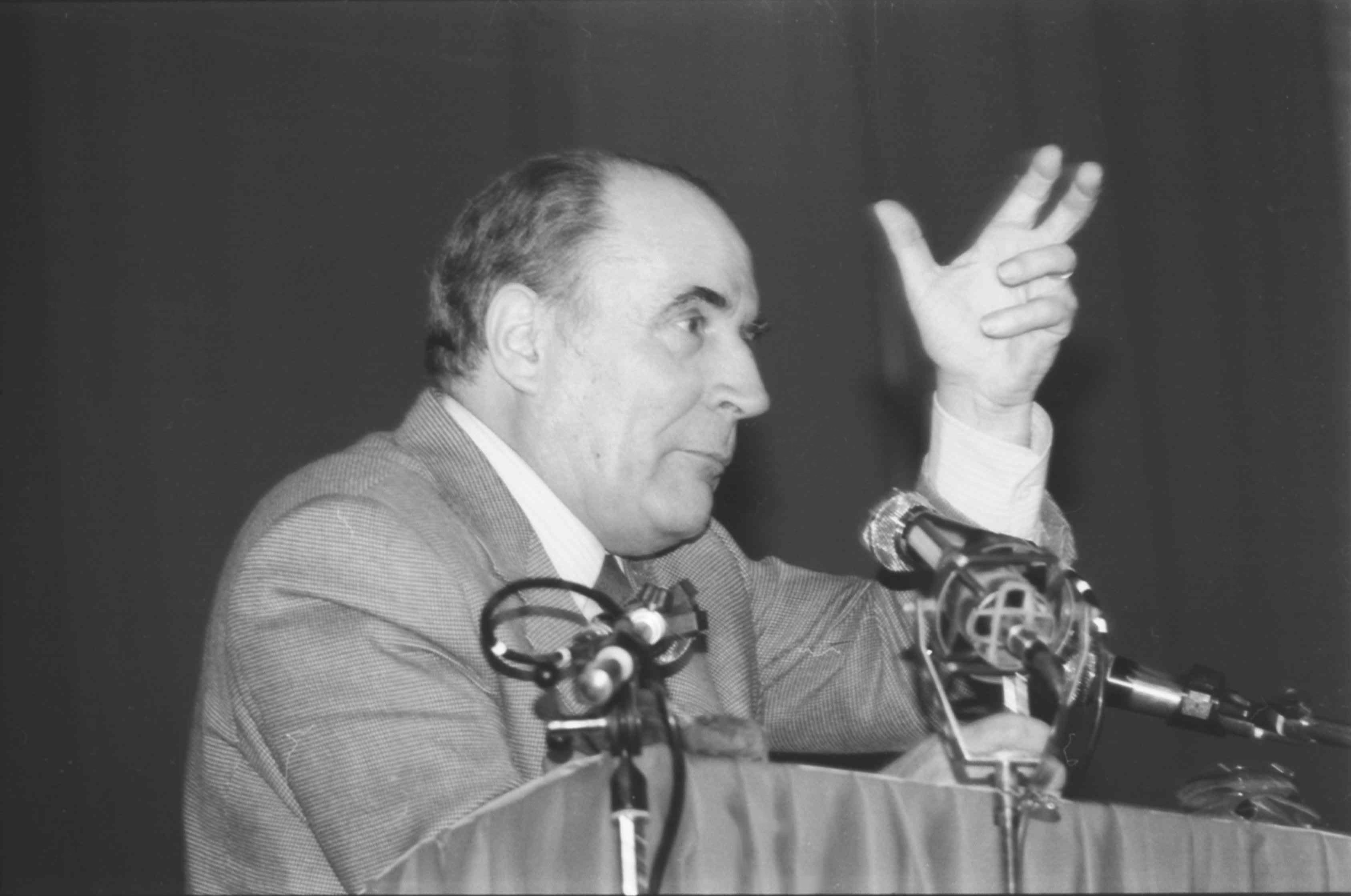
Франсуа Миттерран.

Франсуа Миттеран, который в 1981 году стал президентом Французской Республики, в своей хронике La Paille & le Grain упоминает о своей дружбе с Вайолет Трефузис 2 марта 1972 года, когда он получил «телеграмму», сообщающую о её смерти. Он говорит о том, как перед Рождеством 1971 года поехал во Флоренцию, чтобы навестить её в последние месяцы её жизни: он обедал с ней и Фрэнком Эштоном-Гваткином, который был высокопоставленным чиновником Министерства иностранных дел в начале Второй мировой войны, в её доме во Флоренции.

## Смерть и наследие

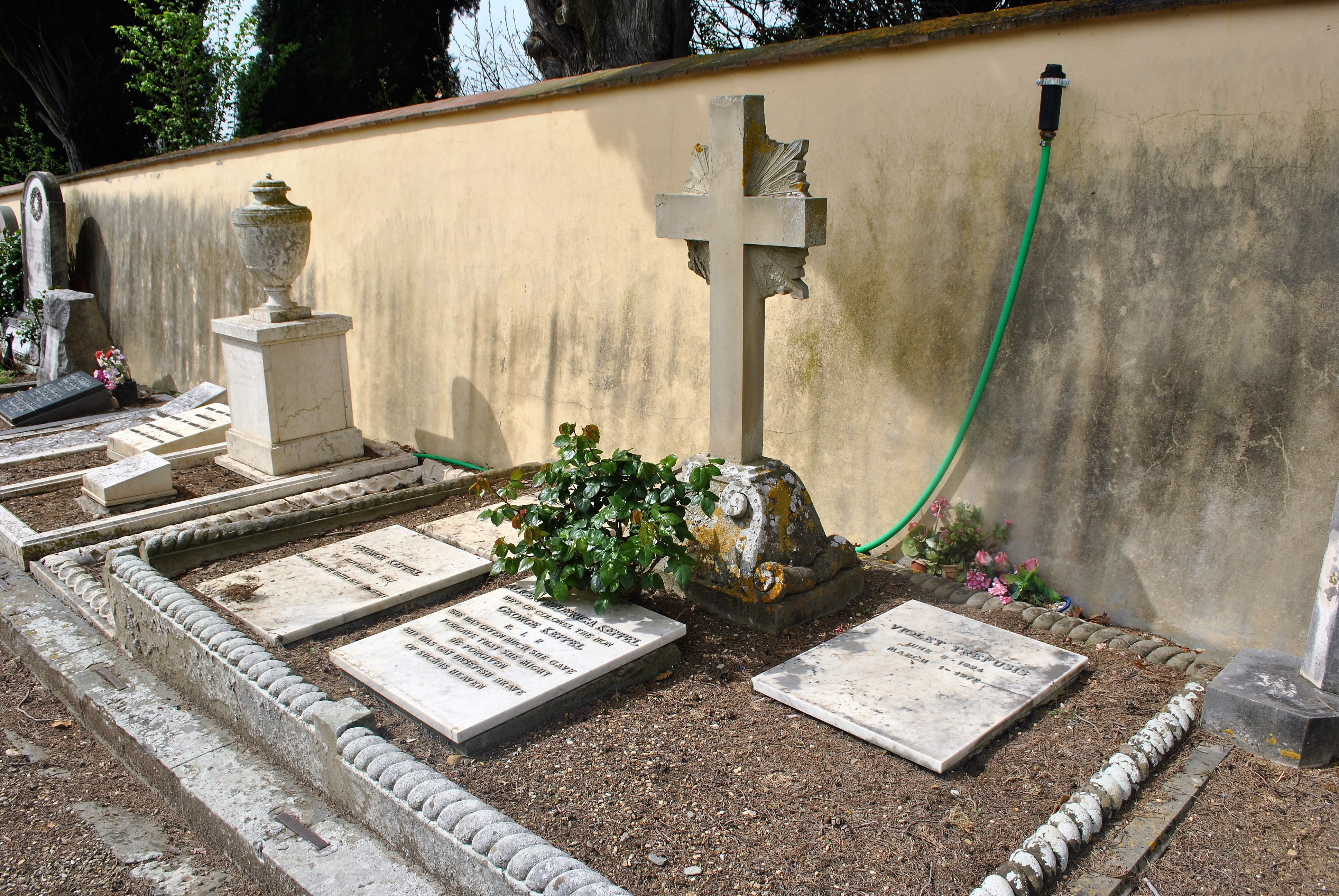
Cimitero Evangelico agli Allori, Флоренция, Италия. Семейная могила.

Трефузис умерла на вилле делль Омбреллино в Беллосгуардо провинции Салерно 29 февраля 1972 года от голода, вызванного мальабсорбцией. Её прах был помещен как во Флоренции на Cimitero degli Allori (The Evangelical Cemetery of Laurels), рядом с останками её родителей, так и в Сен-Лу-де-Но в трапезной монахов рядом с её башней.
В 1990 году в мини-сериале Би-Би-Си «Портрет брака» роль Вайолет Трефузис играет Кэтрин Харрисон.

## Сочинения

### Романы[12]
- «Запасной выход» / Sortie de secours (1929)
- «Эхо» / Écho (1931)
- «Тандем» / Tandem (1933)
- «Английская вышивка» / Broderie Anglaise (1939—1945)
- «Охота за туфелькой» / Hunt the Slipper
- «Пираты в игре» / Pirates at play
- «Утраченные причины» / Les causes perdues (1940)

### Мемуары[22]
- «Прелюдия к несчастью» / Prelude to Misadventure (1941)
- «Не оглядывайся» / Don’t look Round (1952)

### Последние работы
- «Воспоминания в кресле» / Memoirs of an armchair (1960)
- «От заката до рассвета» / From Dusk to Dawn (последняя работа, 1972)

### Неопубликованные
- «Крюк в сердце» / The Hook in the Heart
- «Моменты памяти (жесты)» / Instants de mémoire (Gestes)
- «Коза и капуста» / La chèvre et le chou

### Короткие рассказы
- «Сестры-враги» / Les sœurs ennemies (1940-е ?)
- «Цель оправдывает средства» / The End Justifies the Means (1947)
- «Великолепие внутри»/ All Glorious Within
- «Увы, леди» / Alas, A Lady!
- «Отец и Дочь. Соблазнитель» / Father and Daughter. The Seducer
- «Ирен и Пенелопа» / Irène et Pénélope
- «Туфелька» / The Sleeper
- «Зуб за зуб» / A Tooth for a Tooth